# Egypt Exploration Society
La Egypt Exploration Society (solitamente abbreviata in EES) è la più antica società del Regno Unito nel campo dell'egittologia.
La Egypt Exploration Fund (EEF), come era chiamata in origine, fu fondata nel 1882, grazie allo sforzo di appassionati egittologi quali Amelia Edwards ed a professionisti come Reginald Stuart Poole del British Museum. Assunse il nome attuale verso la fine della prima guerra mondiale.
La EES ha scavato numerosi siti archeologici dell'Egitto, tra cui Deir el-Bahari, Amarna e Saqqara.
I progetti in cui è attualmente (2012) occupata sono Amarna e Qasr Ibrim.
La EES pubblica un giornale annuale, il Journal of Egyptian Archaeology, ed una rivista biannuale, la Egyptian Archaeology. Entrambe vengono distribuite ai membri dell'associazione. I resoconti degli scavi sono pubblicati separatamente.
Gli uffici dell'EES si trovano in via Doughty Mews 3, a Londra, mentre una sede secondaria opera a Il Cairo.